# Sminthurinus signatus
Sminthurinus signatus är en urinsektsart som först beskrevs av Krausbauer 1898.  Sminthurinus signatus ingår i släktet Sminthurinus, och familjen Katiannidae. Arten är reproducerande i Sverige.